# Ungarische Badmintonmeisterschaft 1972
Die Ungarische Badmintonmeisterschaft 1972 fand Mitte 1972 statt.

## Die Sieger und Platzierten
| Disziplin    | Gold                          | Silber                         | Bronze                               |
| ------------ | ----------------------------- | ------------------------------ | ------------------------------------ |
| Herreneinzel | János Cserni                  | András Édes                    | Bela Ballmann                        |
| Herreneinzel | János Cserni                  | András Édes                    | József Szentesi                      |
| Dameneinzel  | Éva Cserni                    | Gertrúd Ladányi                | Valéria Virágos                      |
| Dameneinzel  | Éva Cserni                    | Gertrúd Ladányi                | Ildikó Szabo                         |
| Herrendoppel | András Édes József Papp       | Ferenc Rolek Tamás Szulyovszky | Bela Ballmann József Szentesi        |
| Herrendoppel | András Édes József Papp       | Ferenc Rolek Tamás Szulyovszky | Zoltan Bencsik Lukacz                |
| Damendoppel  | Gertrúd Ladányi Erzsébet Wolf | Éva Cserni Ildikó Szabo        | Zsuzsa Gláser Zsuzsa Szabados        |
| Damendoppel  | Gertrúd Ladányi Erzsébet Wolf | Éva Cserni Ildikó Szabo        | Valéria Virágos Erzsébet Andrekovics |
| Mixed        | András Édes Erzsébet Wolf     | János Cserni Éva Cserni        | Tamás Szulyovszky Gertrúd Ladányi    |
| Mixed        | András Édes Erzsébet Wolf     | János Cserni Éva Cserni        | József Szentesi Erzsébet Andrekovics |